# Andalusit
Andalusit je rhombický minerál, křemičitan hliníku Al2SiO5, nazvaný podle jeho prvního známého naleziště, Andalusie ve Španělsku.
Ve volné přírodě jsou tři druhy minerálů, které mají stejné chemické složení, liší se však krystalovou mřížkou. Jsou to sillimanit, kyanit a andalusit.

## Využití
Andalusit se používá při výrobě speciální žáruvzdorné a chemicky i mechanicky odolné keramiky. Tato keramika se nazývá mullitová keramika a má podobu porcelánu.
V Brazílii se průhledné varianty andalusitu brousí do tvaru briliantu. Tamní krystaly mají barvu zelenou, však díky pleochromismu (vlastnost některých barevných minerálů měnit barvu při otáčení jejich výbrusu v polarizovaném světle) se mohou měnit až na barvu hnědou či červenooranžovou.

## Typ výskytu
Často se vyskytuje jako součást magnetických hornin, které jsou bohaté na hliník.

## Naleziště

### V ČR
Lhotka, Řásná, Mrákotín; pegmatity: Paseky u Písku, Kloub u Protivína, Čejov u Humpolce, Dolní Bory; kontaktní břidlice: Tehov, Světice, Rožmitál pod Třemšínem; svory: Pancíř, Holubáč u Sobotína, Vozka – Jeseníky, náplavy Malše v jižních Čechách

### Ve světě
Yosemite National Park – Kalifornie (pegmatity), Vihorlat – Slovensko (přeměna andezitu), Santa Tereza, Espirito Santo, Arassuahy – Brazílie, Etang-des-salles-de-Rohan – Francie, Lancaster, Westford – Massachusetts, Mimbowrie – Jižní Austrálie, Lisenz – Tyrolsko, Jaklovecká a Jamnická dolina – Západní Tatry (dvojslídné ruly); rýžoviště: Srí Lanka, Minas Gerais – Brazílie